# Adelheid Louise af Slesvig-Holsten-Sønderborg-Glücksborg
Prinsesse Adelheid Louise til Slesvig-Holsten-Sønderborg-Glücksborg (født 19. oktober 1889, Grønholt, død 11. juni 1964, Salzburg) var en tysk prinsesse af Slesvig-Holsten-Sønderborg-Glücksborg.
Hun var det fjerde barn af hertug Frederik Ferdinand af Slesvig-Holsten-Sønderborg-Glücksborg og Caroline Mathilde af Slesvig-Holsten-Sønderborg-Augustenborg. Hun giftede sig den 1. august 1914 i Potsdam med Arveprins Frederik af Solms-Baruth, der var arving til det lille mediatiserede tyske fyrstendømme Solms-Baruth som den ældste søn af Frederik, 2. Fyrste af Solms-Baruth og Grevinde Louise af Hochberg. 
I ægteskabet mellem Adelheid Louise og Frederik blev der født fem børn.

## Eksterne links
- Wikimedia Commons har flere filer relateret til Adelheid Louise af Slesvig-Holsten-Sønderborg-Glücksborg
- Hans den Yngres efterkommere